# Cyrano de Bergerac (film 1990)
Cyrano de Bergerac è un film del 1990 diretto da Jean-Paul Rappeneau, tratto dall'opera omonima di Edmond Rostand.
Presentato in concorso al 43º Festival di Cannes, valse a Gérard Depardieu il premio per la migliore interpretazione maschile.
Fu candidato all'Oscar al miglior film straniero.

## Trama
A Parigi nel 1640 il Cavalier Cyrano cerca di conquistare il cuore della bella Roxane. Cyrano è uno spadaccino molto particolare, totalmente diverso dai suoi coetanei. Egli è scontroso e beffardo, anche crudele in certi casi. Ciò che lo rende insopportabile e anche ridicolo è il suo naso sproporzionato che lo rende oggetto delle risa di nobili e cavalieri.
Proprio a causa di questi difetti Cyrano non riesce a fare innamorare Roxane di lui; perché questa infatti, non accorgendosi dei corteggiamenti dello spadaccino, gli chiede addirittura di aiutarla nel conquistare il cuore di Cristiano, un giovane nobile di Parigi. Cyrano ci rimane malissimo, però la sua indole di burlone e fanfarone lo spinge a reggere per un po' il gioco.
Quando scoppia la guerra che vedrà protagonisti i cosiddetti "Cadetti di Guascogna", Cyrano cerca un'ultima volta di conquistare Roxane, tentando di dichiararsi, ma non vi riesce. Un bombardamento più violento degli altri uccide Cristiano, ed un altro ferisce Cyrano alla gamba, costringendolo quasi all'immobilità. Cyrano si reca a trovare regolarmente Roxane, e prima di morire ha un ultimo colloquio con costei, recitando a memoria la lettera d'addio che scrisse in vece di Cristiano, molti anni prima. Solo a quel punto lei capisce d'aver amato in realtà il caro amico e non il giovane.

## Riconoscimenti
- 1991 - Premio Oscar
  - Migliori costumi a Franca Squarciapino
  - Candidatura come miglior film straniero (Francia)
  - Candidatura come miglior attore protagonista a Gérard Depardieu
  - Candidatura come migliore scenografia a Ezio Frigerio e Jacques Rouxel
  - Candidatura come miglior trucco a Michèle Burke e Jean-Pierre Eychenne
- 1991 - Golden Globe
  - Miglior film straniero (Francia)
- 1992 - Premio BAFTA
  - Migliore fotografia a Pierre Lhomme
  - Migliori costumi a Franca Squarciapino
  - Miglior trucco a Michèle Burke e Jean-Pierre Eychenne
  - Migliore colonna sonora a Jean-Claude Petit
  - Candidatura come miglior film straniero (Francia)
  - Candidatura come miglior attore protagonista a Gérard Depardieu
  - Candidatura come migliore sceneggiatura non originale a Jean-Paul Rappeneau e Jean-Claude Carrière
  - Candidatura come migliore scenografia a Ezio Frigerio
- 1990 - Festival di Cannes
  - Grand Prix tecnico a Pierre Lhomme
  - Miglior interpretazione maschile a Gérard Depardieu
  - Candidatura alla Palma d'Oro a Jean-Paul Rappeneau
- 1990 - National Board of Review Award
  - Miglior film straniero
- 1991 - Premio César
  - Miglior film a Jean-Paul Rappeneau
  - Migliore regia a Jean-Paul Rappeneau
  - Migliore attore protagonista Gérard Depardieu
  - Migliore attore non protagonista Jacques Weber
  - Migliore fotografia a Pierre Lhomme
  - Migliore scenografia a Ezio Frigerio
  - Migliori costumi a Franca Squarciapino
  - Miglior montaggio a Noëlle Boisson
  - Miglior sonoro a Pierre Gamet e Dominique Hennequin
  - Miglior colonna sonora a Jean-Claude Petit
  - Candidatura come miglior attrice protagonista a Anne Brochet
  - Candidatura come migliore promessa maschile a Vincent Pérez
  - Candidatura come migliore sceneggiatura a Jean-Paul Rappeneau e Jean-Claude Carrière
- 1991 - David di Donatello
  - Miglior film straniero a Jean-Paul Rappeneau
  - Candidatura come miglior attore straniero Gérard Depardieu
- 1992 - Nastro d'argento
  - Migliori costumi a Franca Squarciapino
  - Migliore scenografia a Ezio Frigerio
- 1990 - Los Angeles Film Critics Association Award
  - Candidatura come miglior film straniero a Jean-Paul Rappeneau